# ديميتري برودنكوف
ديميتري برودنكوف (بالروسية: Прудников, Дмитрий Сергеевич)‏ هو لاعب كرة الصالات ‏ ولاعب كرة قدم روسي، ولد في 6 يناير 1988 في كراسنوتوريينسك في روسيا. لعب مع MFK Dina Moskva ‏.

## وصلات خارجية
- ديميتري برودنكوف على موقع الاتحاد الأوربي (الإنجليزية)